# Prodasineura palawana
Prodasineura palawana är en trollsländeart som beskrevs av Maurits Anne Lieftinck 1948. Prodasineura palawana ingår i släktet Prodasineura och familjen Protoneuridae. Inga underarter finns listade i Catalogue of Life.